# Gamla Klockargården, Bromma

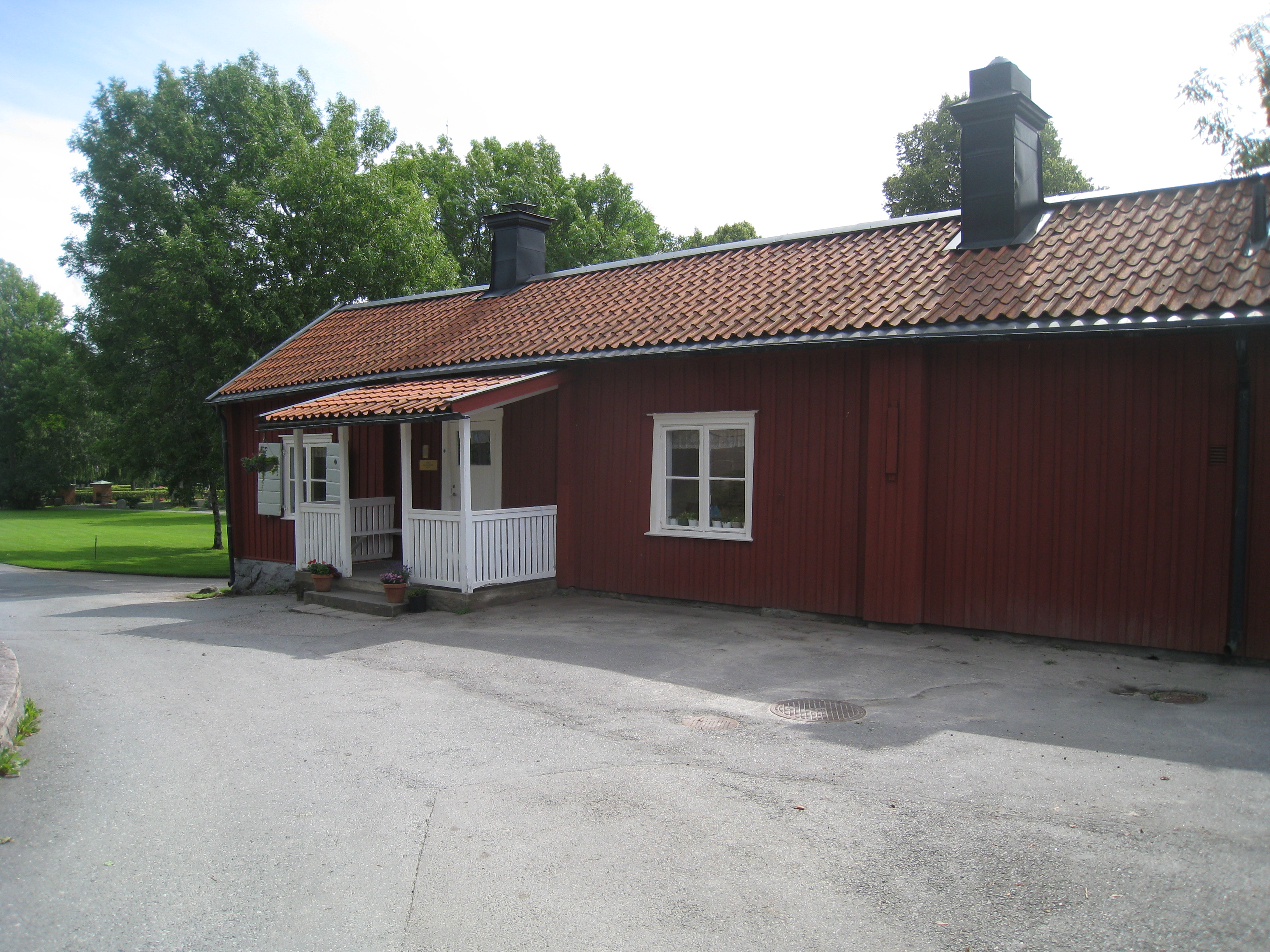
Gamla Klockargården uppfördes 1808 och var även avsedd till komministerbostad och senare som bostad för klockaren. Den bestod av två rum och kök. Skolbarn undervisades där och även sockenstämma hölls där ibland. I västra delen av byggnaden tillbyggdes ett rum år 1827.

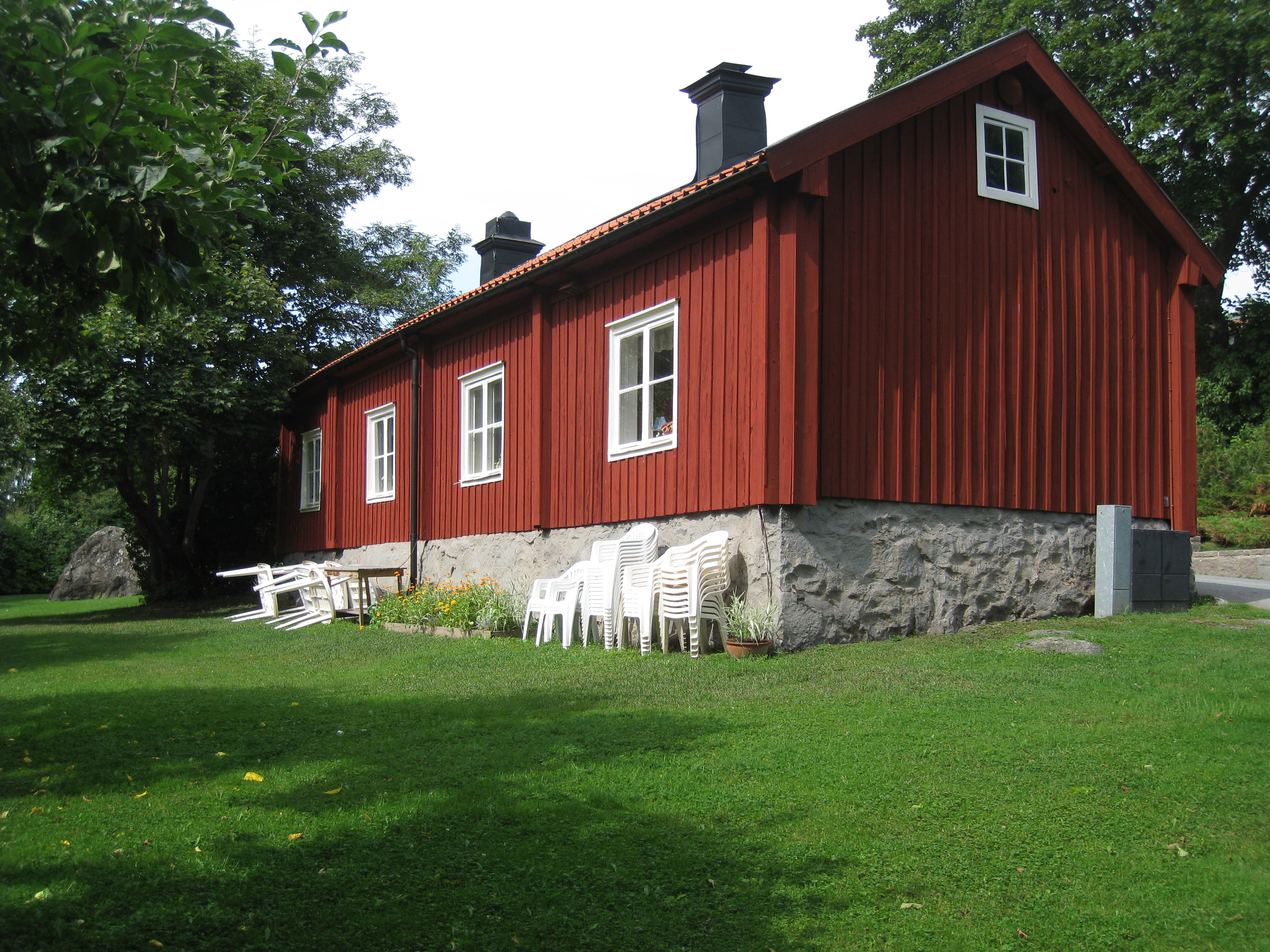
Gamla Klockargården, vy av byggnaden från sydöst.

Gamla Klockargården är en byggnad som ligger nära Bromma kyrka i stadsdelen Bromma kyrka i Bromma väster om Stockholm. Klockargården fungerade som den första skollokalen i Bromma. Klockarens arbete sedan mitten av 1600-talet bestod i att lära ungdomen att läsa och skriva. Det lilla rummet som hittills hade använts som skolsal i Gamla Klockargården blev alltmer otillräckligt när folkskolestadgan från 1842 antogs. Ett beslut om att bygga en ny skola antogs vid sockenstämman 1862. Den nya skolan blev färdig 1864. Både klockargården och prästgården var kronohemman. 
Klockarämbetet bestod även av många andra sysslor. Klockaren skulle även vårda kyrkan och dess inventarier samt sköta klockringningen och bistå prästen med kungörelser, kollekt och kyrkobokföring. Klockaren hade ett litet jordbruk och boskap att sköta. År 1755 började ordnad skolundervisning i gamla klockargården i Bromma socken på initiativ av den driftige kyrkoherden i Bromma, doktor Abraham Pettersson. Man antar att Klockargården byggdes för skoländamål. Den skulle vara både skollokal och bostad för komminister Erik Månström (1721-1793), som var lärare från starten 1755 och ända till 1793. Erik Månström utnämndes 1755 till komminister och skolmästare i Bromma församling. Skolmästare var titeln på en rektor eller en skolledare under medeltiden. Högst status hade riksskolmästaren, och i städerna fanns respekterade stadsskolmästare. Under 1600-talet kom ordet "skolmästare" att avse lärare. Klockaren vid Bromma kyrka bodde här senare. Byggnaden Gamla Klockargården brann 1805, men den återuppbyggdes. Den nya byggnaden uppfördes 1808, sedan den gamla hade förstörts vid branden 1805.

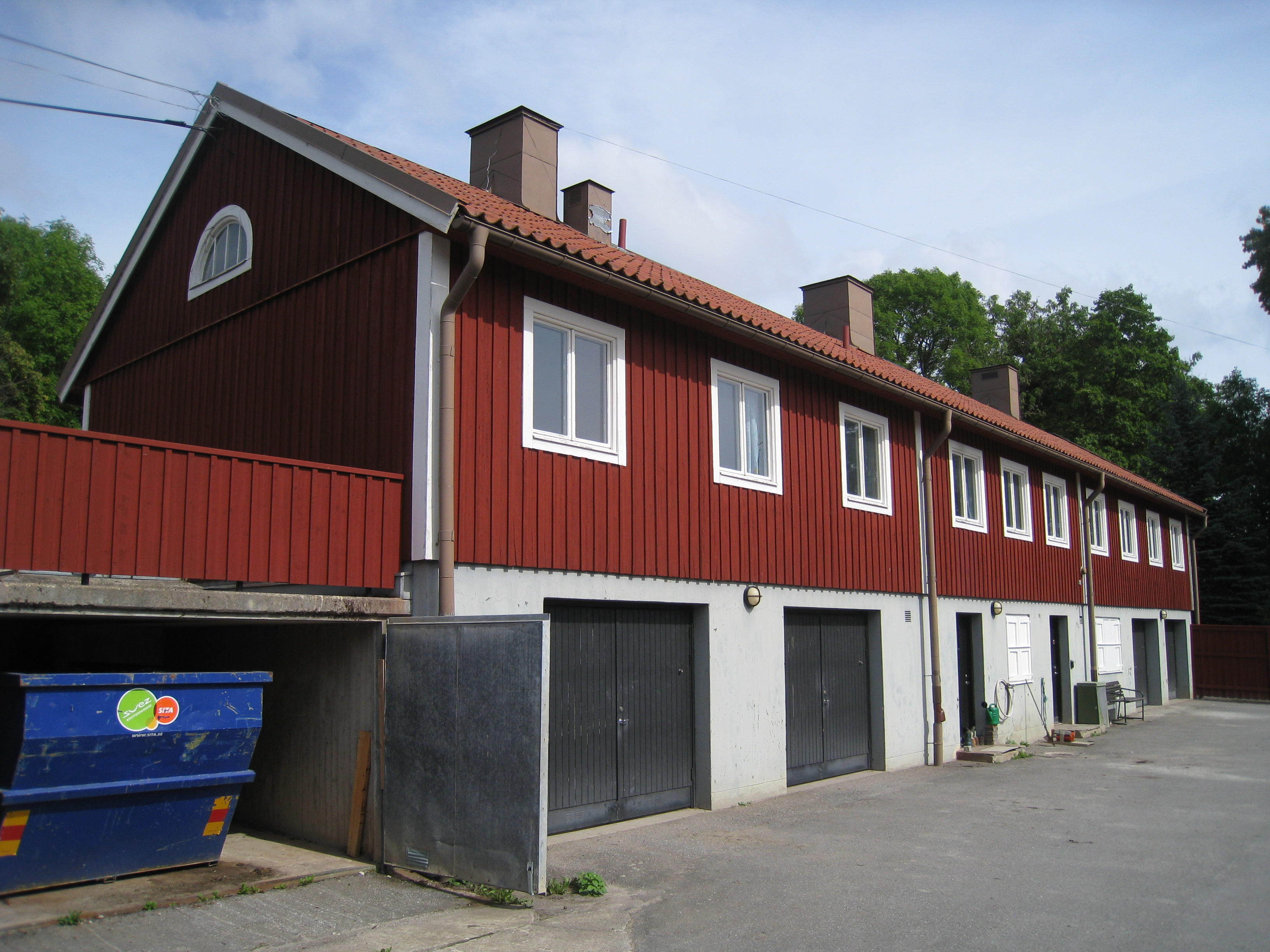
Kyrkogårdsnämndens nya förvaltningsbyggnad från 1961 vid Bromma kyrka, dit nämnden flyttade samma år.

På 1930-talet användes byggnaden Gamla Klockargården som expedition för kyrkogårdsförvaltningen, som 1961 flyttade till större och modernare lokaler. Kyrkogårdsnämnden erhöll då en ny förvaltningsbyggnad, som också ligger bland de röda husen kring Bromma kyrka. Expeditionslokalerna i Gamla Klockargården hade där ett provisorium sedan början på 1930-talet. Kyrkogårdsnämnden erhöll slutgiltigt expeditionslokalerna år 1939 och därefter residerade kyrkogårdsnämnden och dess expedition där fram till 1961. Därefter har klockargården av församlingen använts som förskola. "De röda husen kring Bromma kyrka har i enlighet med de kommunala museimännens önskan bevarats och restaurerats och utgör nu en omistlig kulturskatt till glädje och nytta för många församlingsbor och besökare i Bromma."
Klockardottern Dagmar Gerdelius skriver i sin uppsats "Kring klockargård och prästgård i gamla Bromma": På 1890-talet var den gamla klockargården en idyll. Hela söderväggen var övervuxen med vildvin ända upp på taket. Runt om lyste blommande hägg, syren och fruktträd om våren, granna blommor och mognande frukter om hösten. Olägenheten var kylan och råttorna. Ingen riktig brunn fanns.

## Nya Klockargården vid Bromma kyrka

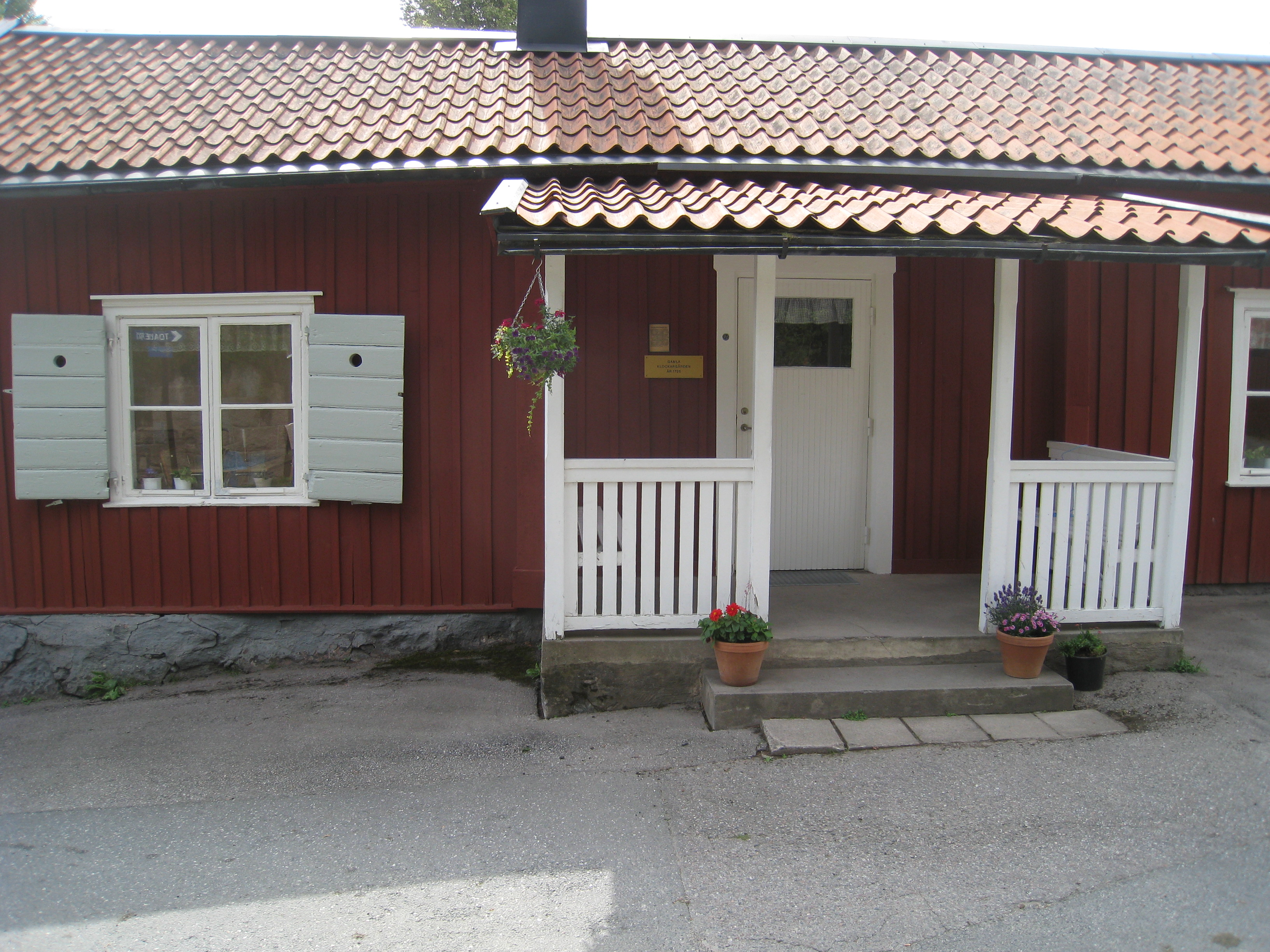
Entrén till Gamla Klockargården. Gamla Klockargården används numera som förskola. Fram till 1864, då den nya kyrkskolan, Bromma kyrkskola vid Terserusvägen 1 - Dr Abrahams väg uppfördes, undervisades alla socknens skolbarn i ett rum i den gamla låga klockargården, som ligger nära Bromma kyrka.

År 1911 var den nya klockargården på Terserusvägen 5 färdig och dit flyttade den nyutnämnde klockaren Gustav Videfors.
Gamla Klockargården och byggnaderna vid Prästgården bildar alla tillsammans med Klockstapeln en kulturmiljö, ett så kallat sockencentrum, en ålderdomlig miljö kring kyrkan. Gamla prästgården, idag kallad Sockenstugan, är den äldsta och intressantaste av byggnaderna kring Bromma kyrka. I sluttningen norr om Bromma kyrka ligger tiondeladan. Klockstapeln på Kråsberget, eller Klockberget, byggdes 1692-1695. Klockstapeln brann 1966. Av hettan vid branden sprack båda kyrkklockorna, som måste gjutas om på nytt. Riksantikvarieämbetet ansåg emellertid att den äldsta klockan från 1638 var så unik att den inte borde smältas ner och den fick inte fick gjutas om. Den äldsta klockan är därför uppställd som ett museiföremål i det 1968 nybyggda vapenhuset i Bromma kyrka. En ny klocka anskaffades, och den redan tidigare omgjutna smältes åter ned och göts om efter samma form. Den andra klockan är placerad nära parkeringsplatsen vid kyrkan. I Gamla Klockargårdens närhet finns också Bromma kyrkskola och Sockenstugan eller, som den också kallas, Prästgårdsflygeln, från 1600-talet användes fram till 1850 som kyrkoherdebostad, då den nya prästgården vid Bromma kyrka var färdigbyggd 1850. Mitt emot prästgården ligger den gamla fattigstugan från 1600-talet. Den första fattigstugan stod i nordöstra hörnet av markområdet mellan Dr Abrahams väg och Ringstigen (vid förskolan). Kyrkan hade föreslagit fattighus sedan 1686, men det var först 1734 man tvingades bygga en fattigstuga. Men inte i alla socknar införde man fattighus. I andra socknar hade man andra metoder som till exempel auktioner på fattiga människor.
Flygeln öster om prästgården är en röd stuga, som troligen är uppförd på 1600-talet även den och är därför ett av Stockholms äldsta trähus. Huset kallades ofta för sockenstugan därför att den stora salen ibland användes för stämmorna. Sockenstugan användes bland annat till skollokal samt bostad för gårdsfolket.

## Bromma kyrkskola
Huvudartikel: Bromma kyrkskola
Bromma kyrkskola är Stockholms minsta och äldsta skola, den är belägen i ett villaområde kring Bromma kyrka. Den ligger på Terserusvägen 1 och tillhör Norra Ängby Skolor. När folkskolestadgan från 1842 antogs blev det lilla rummet i Gamla Klockargården, som hittills använts till skolsal alltmer otillräckligt. Vid sockenstämman 1862 togs ett beslut om att bygga en ny skola, Bromma kyrkskola, som blev färdig 1864. Den nuvarande byggnaden återuppbyggdes efter en brand år 1805.

## Bilder

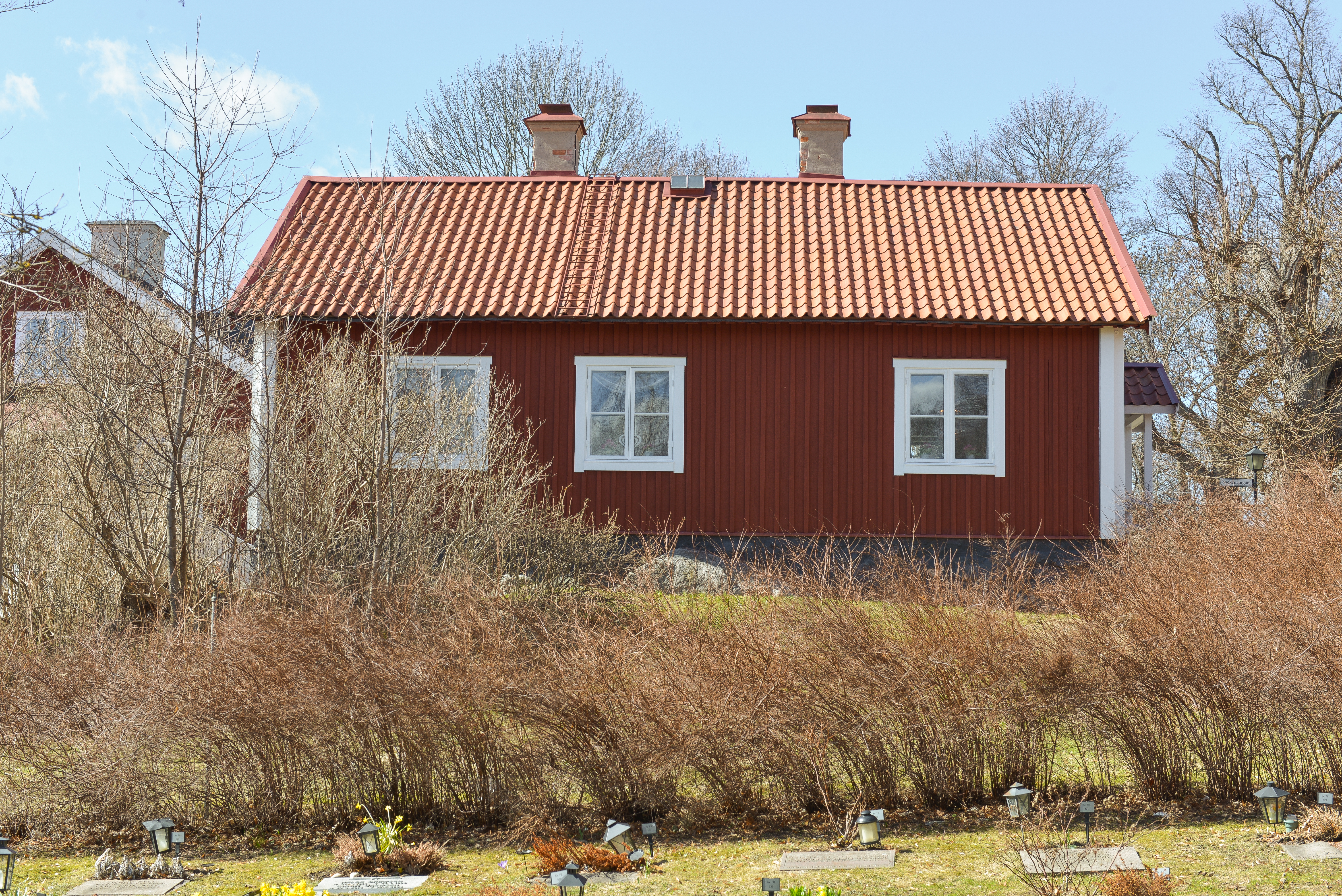
Bromma sockenstuga eller, som den också kallas, Prästgårdsflygeln, från 1600-talet.
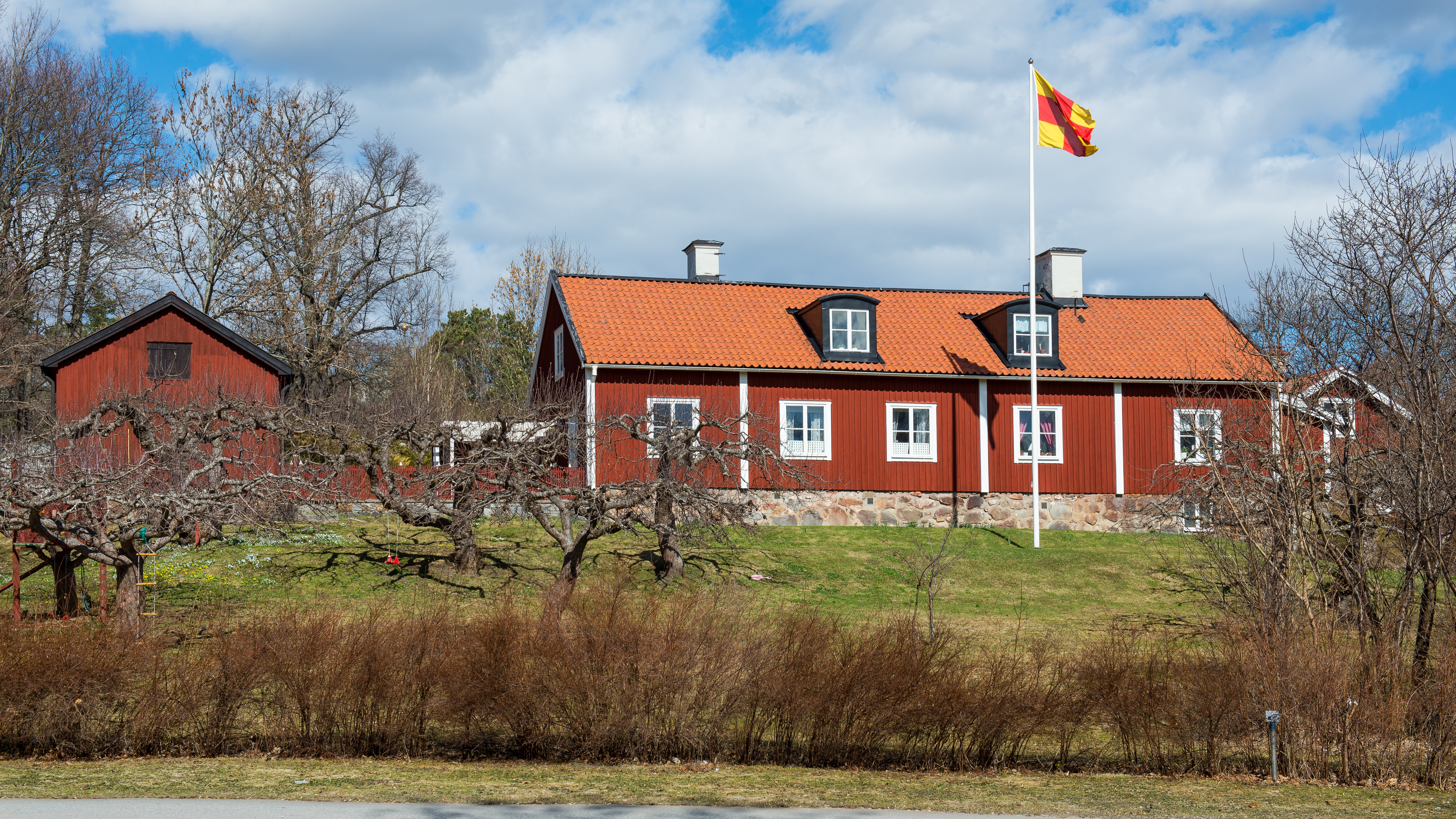
Bromma prästgård från år 1850 med Tiondeladan, Bromma kyrka tiondeladan till vänster närmast intill prästgården och sockenstugan till höger.
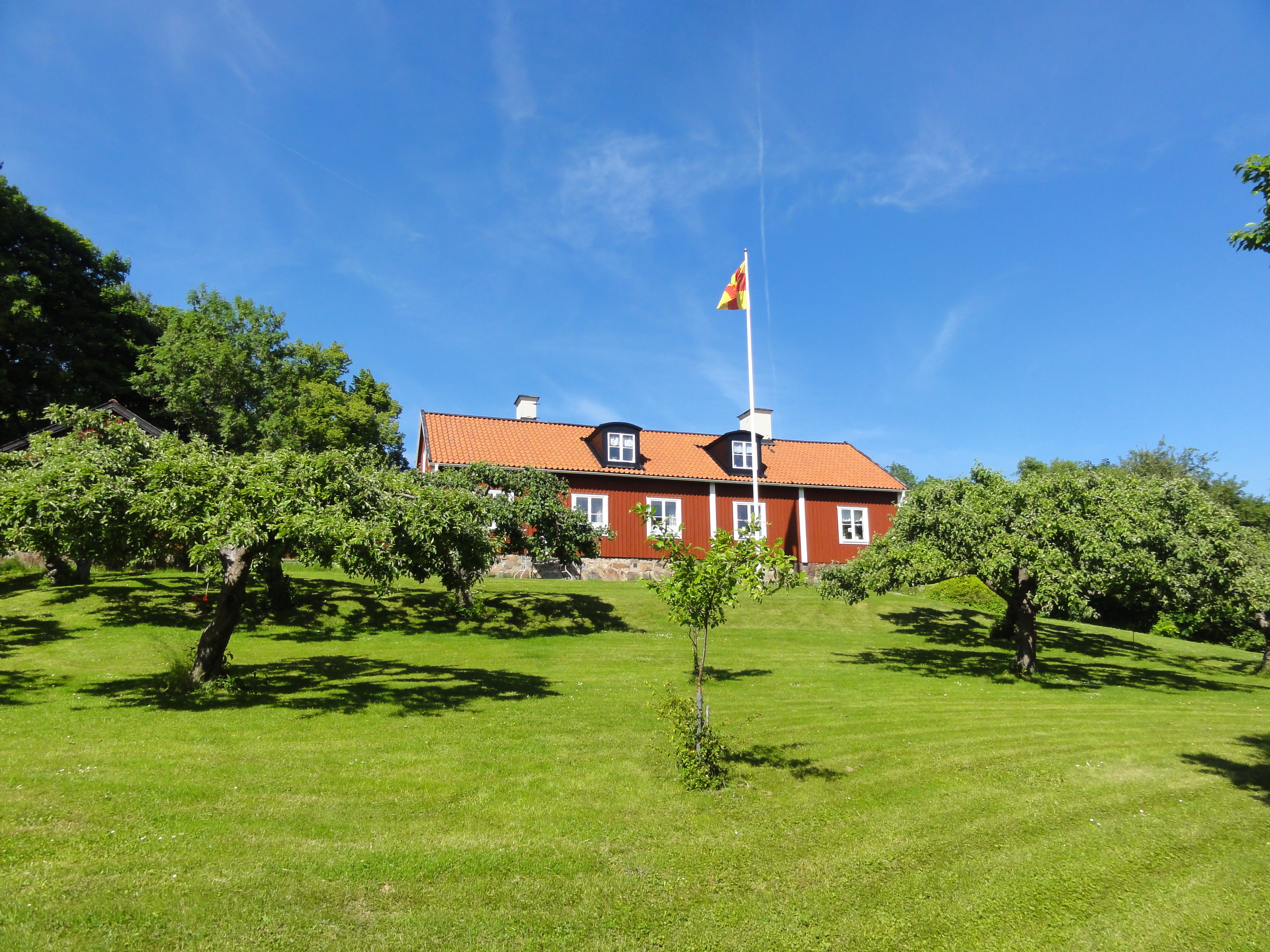
Prästgården vid Bromma kyrka var färdigbyggd 1850. Prästgården användes som skollokal i slutet på 1800-talet och i början på 1900-talet.
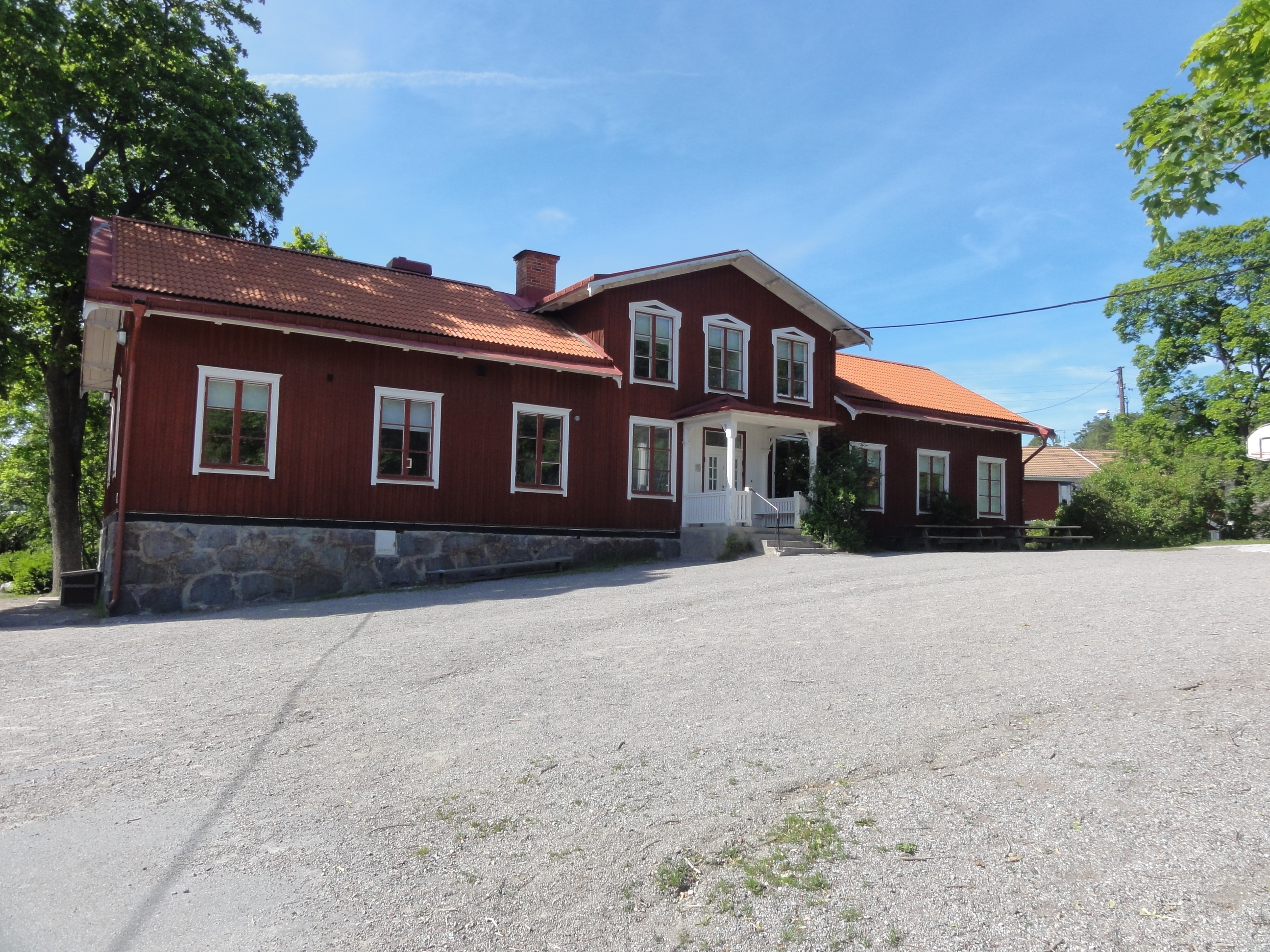
Bromma kyrkskola är Stockholms minsta och äldsta skola, färdig 1864.

## Fotnoter
1. ↑  Stockholms gatunamn, 1992, sidan 498.
2. ↑  ”Kulturstig 1, Sevärdheter kring Bromma kyrka.”. Arkiverad från originalet den 12 augusti 2010. https://web.archive.org/web/20100812085221/http://www.brommahembygd.se/stig1/stig1.html. Läst 7 februari 2013.
3. ↑  De röda husen kring Bromma kyrka, Kyrkorådet, Bromma i oktober 1975, sidan 29. Folke Dahlbergs Tryckeri, Bromma, 1975.
4. ↑  Bromma hembygdsförenings årsbok 1977.
5. ↑  Nils Ringstedt, Byar, gårdar och säterier i Bromma, Bromma Hembygdsförenings skrift nr 5, 2015, sidan sidan 86. ISBN 978-91-86939-61-8
6. ↑  Fogelström 2017, Fattigvård i Bromma.[död länk]
7. ↑  Edvard Bolin, Bromma – en kulturhistorisk vägvisare, Bromma Hembygdsförening 1979, sidan 20-21.